# Pont-Rouge
Pont-Rouge – miasto w Kanadzie, w prowincji Quebec, w regionie Capitale-Nationale i MRC Portneuf. Leży nad rzeką Jacques-Cartier.
Liczba mieszkańców Pont-Rouge wynosi 7 518. Język francuski jest językiem ojczystym dla 98,1%, angielski dla 0,7% mieszkańców (2006).